# Ottenhöfen im Schwarzwald
Ottenhöfen im Schwarzwald est une commune de Bade-Wurtemberg (Allemagne), située dans l'arrondissement de l'Ortenau, dans le district de Fribourg-en-Brisgau. Le sentier des moulins à Ottenhöfen est considéré comme une attraction populaire.